# Johann Georg Döhler (Jurist, 1642)
Johann Georg Döhler (* 22. August 1642 in Altenburg; † 23. Dezember 1710 ebenda) war ein deutscher Verwaltungsjurist.

## Leben

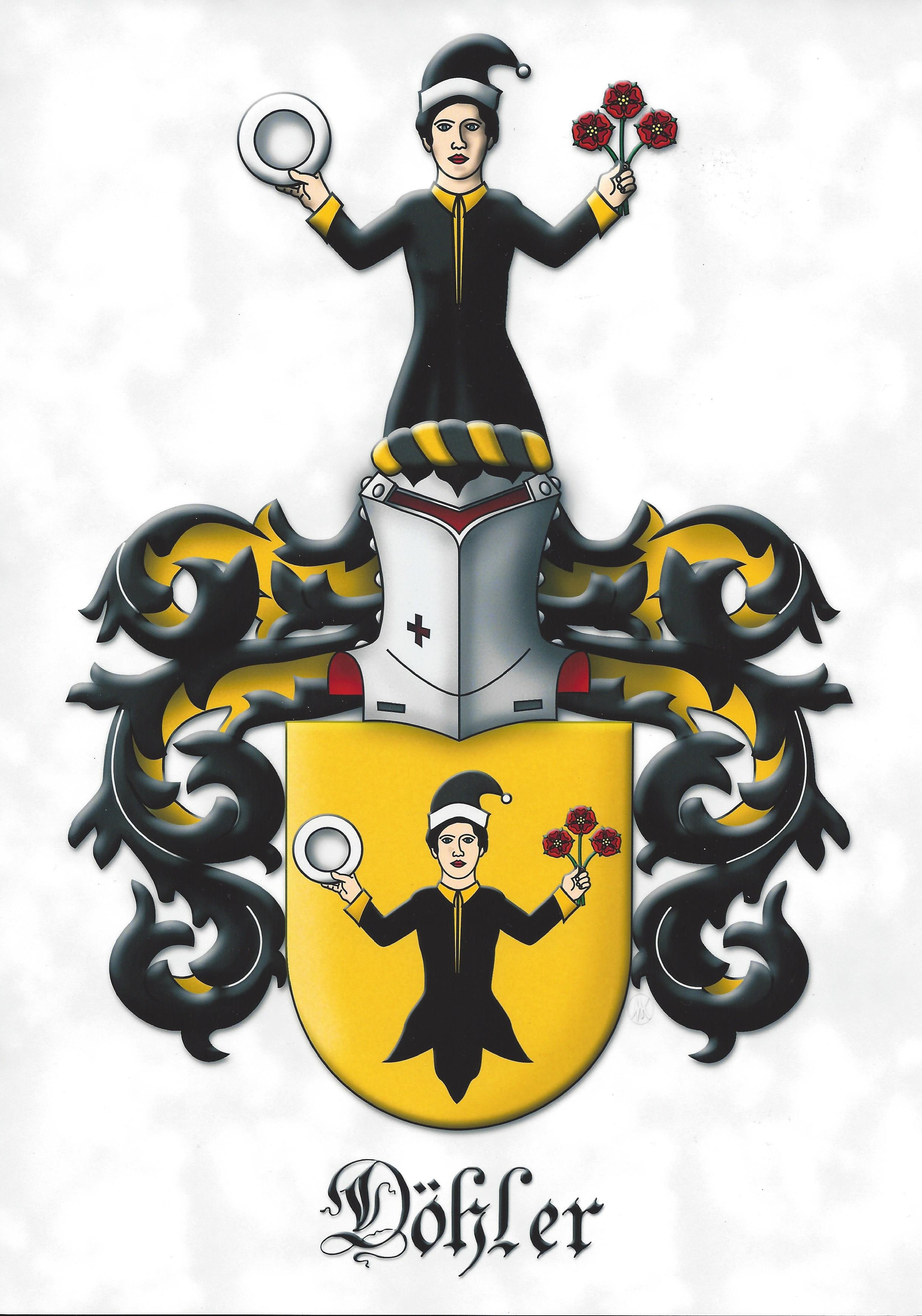
Siebmacher

Döhler studierte Rechtswissenschaft an der Universität Leipzig und der Universität Altdorf. 1665 wurde er in Leipzig zum Dr. iur. promoviert. Er war Advokat am Reichskammergericht und trat dann in die Dienste des Hauses Sachsen-Gotha-Altenburg. Er wurde Geheimer Rat und Präsident des fürstlichen Konsistoriums vom Herzogtum Sachsen-Gotha-Altenburg.
Mit Christian Wildvogel publizierte er 1702 De fortuna jurgiorum sive processuum.

## Werke
- Katalog der fürstlich Stolberg-Stolberg'schen Leichenpredigten-Sammlung, Bd. 1. – 1927.